# Comstar
Comstar este unul dintre principalii operatori de telefonie fixă din Rusia. Operatorul face parte din conglomeratul Sistema care deține 65% din acțiuni. Restul de 35% din acțiuni sunt listate la bursă. Comstar este listată și la Bursa din Londra.